# Broxburn
Broxburn – miasto w południowo-wschodniej Szkocji, w hrabstwie West Lothian, położone nad strumieniem Brox Burn i kanałem Union Canal, na zachód od Edynburga. W 2011 roku liczyło 15 296 mieszkańców.
Miasto rozplanowane zostało w latach 20. XIX wieku, w zakolu nowo otwartego kanału Union Canal. W 1858 roku w okolicach odkryto złoża łupków bitumicznych, których eksploatacja stała się główną gałęzią lokalnej gospodarki, stymulując rozwój miasta. W latach 1861–1881 liczba mieszkańców Broxburn zwielokrotniła się z 660 do 3210. Przemysł naftowy zaczął trafić na znaczeniu na początku XX wieku i ostatecznie zanikł w latach 50. Współczesne Broxburn rozrosło się, tworząc jeden organizm miejski z sąsiednim Uphall.